# Thomas Mandl
Thomas Mandl (Eisenstadt, 7 de febrero de 1979) es un futbolista austriaco que se desempeña de guardameta, su actual club es el Admira Wacker.

## Biografía
Mandl comenzó a desempeñarse en uno de los grandes equipos de Austria, el Austria Viena, donde debutó en 1997 y fue incluido en el primer equipo en 2001. Sus buenas actuaciones lo hicieron ser rápidamente convocado a la selección en 2002.
En 2004, Mandl fichó por el más poderoso club suizo, el FC Basel, pero solo disputó un partido, debido a que fue suplente del portero Pascal Zuberbühler. En 2005 es cedido al Admira Wacker y en 2006 estuvo a punto de fichar por el Vitesse Arnhem de la Eredivisie neerlandesa.
En 2007, ficha por el modesto SK Schwadorf tras un breve paso por la Serie C italiana. En 2008 regresa al Admira Wacker.

## Selección nacional
Ha sido internacional con la Selección de fútbol de Austria, ha jugado 13 partidos internacionales.

## Clubes
| Club          | País    | Año       |
| ------------- | ------- | --------- |
| Austria Viena | Austria | 1998-2004 |
| Sturm Graz    | Austria | 2004      |
| FC Basel      | Suiza   | 2004-2005 |
| Admira Wacker | Austria | 2005-2006 |
| FC Nuorese    | Italia  | 2006-2007 |
| SK Schwadorf  | Austria | 2007-2008 |
| Admira Wacker | Austria | 2008-2010 |
| LASK Linz     | Austria | 2010-     |

## Palmarés

### Campeonatos nacionales
| Título                | Club          | País    | Año  |
| --------------------- | ------------- | ------- | ---- |
| Bundesliga de Austria | Austria Viena | Austria | 2003 |
| Copa de Austria       | Austria Viena | Austria | 2003 |
| Super Liga Suiza      | FC Basel      | Suiza   | 2005 |